# The Code (seriál)
The Code je americký dramatický televizní seriál, jehož tvůrci jsou Craig Sweeny a Craig Turk. Vojenský dramatický seriál byl objednán stanicí CBS dne 11. května 2018. Premiérový díl byl odvysílán dne 9. dubna 2019. Hlavní role hrají Luke Mitchell, Dana Delany, Anna Wood, Ato Essandoh, Raffi Barsoumian a Phillipa Soo.
V červenci 2019 byl seriál stanicí CBS po jedné odvysílané řadě zrušen.

## Obsazení
- Luke Mitchell jako kapitán John "Abe" Abraham
- Dana Delany jako plukovník Eisa Turnbull
- Anna Wood jako Maya Dobbins[3]
- Ato Essandoh jako major Trey Ferry[3]
- Raffi Barsoumian jako důstojník Carlton Prickett[4]
- Phillipa Soo jako poručík Harper Li[5]

## Seznam dílů
| Č. v seriálu | Původní název     | Režie           | Scénář                                                | Premiéra v USA    |
| ------------ | ----------------- | --------------- | ----------------------------------------------------- | ----------------- |
| 1            | Blowed Up         | Marc Webb       | námět: Craig Turk a Craig Sweeny scénář: Craig Sweeny | 9. dubna 2019     |
| 2            | P.O.G.            | Guy Ferland     | Craig Sweeny                                          | 15. dubna 2019    |
| 3            | Molly Marine      | Holly Dale      | Kendall Sherwood                                      | 22. dubna 2019    |
| 4            | Back on the Block | Steve Adelson   | Mimi Won Tetjemtom                                    | 29. dubna 2019    |
| 5            | Maggie's Drawers  | John Polson     | Nathan Alexander                                      | 6. května 2019    |
| 6            | 1st Civ Div       | John Behring    | Josh Fialkov                                          | 13. května 2019   |
| 7            | Above the Knee    | Thomas Carter   | Anthony Swofford                                      | 20. května 2019   |
| 8            | Lioness           | Jann Turner     | Hope Mastras                                          | 3. června 2019    |
| 9            | Smoke-Pit         | Ron Fortunato   | Kaycee Felton-Lui                                     | 1. července 2019  |
| 10           | Secret Squirrel   | Sarah Boyd      | Jovan Robinson                                        | 8. července 2019  |
| 11           | Don and Doff      | Eric Laneuville | Michael Angeli                                        | 15. července 2019 |
| 12           | Legit Bad Day     | Craig Sweeny    | Craig Sweeny                                          | 22. července 2019 |

## Produkce

### Vývoj
Dne 2. února 2019 bylo oznámeno, že stanice CBS objednala pilotní díl nového seriálu. Scénář k dílu napsal Craig Sweeny, jenž se na něm podílel také jako vedoucí producent. Pilotní epizoda byla vyrobena společnostmi CBS Television Studios a Timberman-Beverly Productions. Dne 9. února bylo ohlášeno, že epizodu bude režírovat Marc Webb.
Dne 11. května 2018 byla stanicí CBS objednána první řada. O pár dní později byla ohlášena premiéra seriálu, která se měla uskutečnit v tzv. midseason televizní sezóny 2018–2019. Dne 15. ledna 2019 byla premiéra pozměněna a prvotní díl byl premiérově odvysílán už 9. dubna 2019. Dne 23. července 2019 byl seriál po první řadě zrušen.

### Casting
Původně byli do hlavních rolí pilotního dílů obsazeni Dave Annable a Mira Sorvino, ale po objednání celé řady byly jejich role přeobsazeny a na jejich místo nastoupil australský herec Luke Mitchell a herečka Dana Delany.